# 拉绍 (德龙省)
拉绍（法語：Lachau，法語發音：[laʃo]）是法国德龙省的一个市镇，属于尼永斯区。

## 地理
拉绍（44°13'56"N, 5°38'16"E）面积25.78 平方千米，位于法国奥弗涅-罗讷-阿尔卑斯大区德龙省，该省份为法国东南部内陆省份，北起顺时针与伊泽尔省、上阿尔卑斯省、上普罗旺斯阿尔卑斯省、沃克吕兹省和阿尔代什省接壤。
与拉绍接壤的市镇（或旧市镇、城区）包括：屈雷勒、埃乌尔、萨莱朗、巴隆、埃加莱、蒙弗罗克。

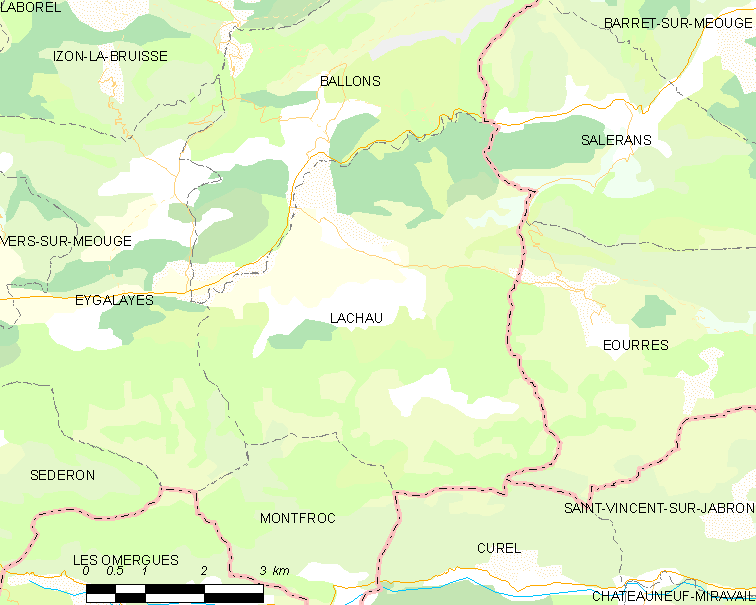
的OSM定位图

拉绍的时区为UTC+01:00、UTC+02:00（夏令时）。

## 行政
拉绍的邮政编码为26560，INSEE市镇编码为26154。

## 政治
拉绍所属的省级选区为尼永斯-巴罗尼县。

## 人口

1962-2008年间人口变化图示

拉绍于2022年1月1日时的人口数量为221人。